# Panzeria arcuata
Panzeria arcuata là một loài ruồi trong họ Tachinidae.